# Onthophagus marginalis
Onthophagus marginalis là một loài bọ cánh cứng trong họ Bọ hung (Scarabaeidae).